# 宮司正毅
宮司 正毅（みやじ まさき、1943年3月16日 - ）は、日本の企業役員、政治家。北海道当別町長。三菱商事顧問、当別町議会議員などを務めた。

## 経歴
1943年3月16日、福岡県生まれ。1965年に早稲田大学商学部卒業後、三菱商事に入社。南アフリカヨハネスブルグ支店長、欧州三菱商事会社社長、三菱商事常務執行役員を務め、2004年に三菱商事顧問に就任。アフリカ諸国の開発事業に長く関わってきた。2008年に退職。
また、南アフリカ、タンザニア、ナイジェリア、ガーナ、ナミビアの各大統領経済・投資諮問委員会委員、国際連合「アフリカ開発のための新パートナーシップ（NEPAD）」支援委員会委員を務めている。2007年に在北海道南アフリカ共和国名誉領事、国際協力機構客員専門員に就任。NPO法人マナーキッズ副理事長も務めていた。
退職後に、三菱地所が開発に絡んでいる北海道当別町スウェーデンヒルズに移住。2011年に北海道当別町議会議員に当選。2013年7月に元町議の渋谷俊和を破り無所属で町長に当選した。在任中には「北欧の風 道の駅とうべつ」建設や再生可能エネルギーの推進、ロイズコンフェクトとの共同で「ロイズタウン駅」の請願を行った。

## 人物
趣味はテニス、空手、ゴルフである。日本空手協会当別支部永年会員。